# Nusalala andina
Nusalala andina är en insektsart som beskrevs av Penny och Sturm 1984. Nusalala andina ingår i släktet Nusalala och familjen florsländor. Inga underarter finns listade i Catalogue of Life.